# Atractus multicinctus
Atractus multicinctus este o specie de șerpi din genul Atractus, familia Colubridae, descrisă de Jan 1865. Conform Catalogue of Life specia Atractus multicinctus nu are subspecii cunoscute.